# Porco
Porco es una pequeña ciudad y municipio de Bolivia, ubicado en la provincia de Quijarro del departamento de Potosí. Cuenta con una población de 10 763 habitantes de acuerdo al censo de 2012.

## Geografía
El municipio de Porco está ubicado en la parte noreste de la provincia de Quijarro, que a su vez se localiza en la región central del departamento de Potosí. Limita al norte con los municipios de Potosí, Urmiri y Yocalla de la provincia de Frías, al este con el municipio de Caiza D en la provincia de Linares, y al sur y al oeste con el municipio de Tomave. La capital del municipio es la población de Porco, ubicada a una altitud de 4.099 m s. n. m., y se encuentra a 50 kilómetros de la ciudad de Potosí, la capital departamental.

## Demografía
De acuerdo con el censo boliviano de 2024, la población del municipio de Porco es de 14 626 habitantes.
La población aumentó dos veces y media entre 1992 y 2024, mientras que la población de la localidad casi se ha triplicado entre 1992 y 2012:
| Año  | Habitantes (municipio) | Habitantes (localidad) | Fuente |
| ---- | ---------------------- | ---------------------- | ------ |
| 1992 | 5.737                  | 1.833                  | Censo  |
| 2001 | 5.959                  | 1.975                  | Censo  |
| 2012 | 10.763                 | 5.287                  | Censo  |
| 2024 | 14.626                 |                        | Censo  |

Principales poblados:
| Localidad        |
| ---------------- |
| Porco            |
| Agua de Castilla |
| Condoriri        |
| Chichuyo         |
| Topala           |
| Chaquilla        |
| Carma            |
| Churcuita        |

## Transportes

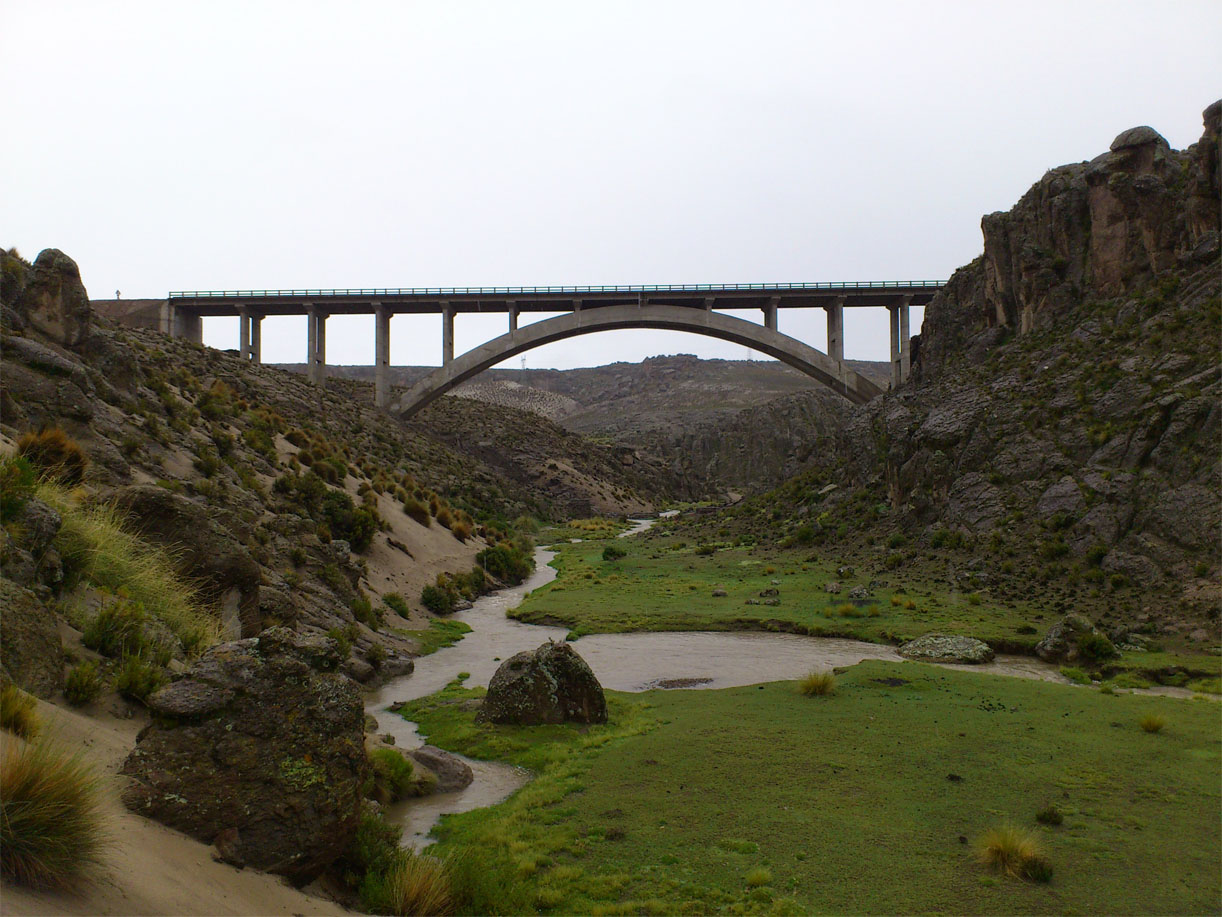
Puente sobre el río San Juan, Potosí

Porco está ubicado sobre la carretera asfaltada Potosí - Uyuni que pasa por la población de Agua de Castilla, aproximadamente a 50 km de Potosí. El tramo Porco - Agua de Castilla de 4 km también cuenta con una vía asfaltada inaugurada el año 2014, con el cual el tiempo de viaje a la ciudad de Potosí se redujo a menos de 1 hora.
Dentro de la jurisdicción del municipio, en la carretera hacia Uyuni y sobre el río San Juan, se encuentra uno de los puentes más largos del departamento de Potosí.
En el poblado de Agua de Castilla, se encuentra una estación de ferrocarril donde se embarcan minerales hacia Uyuni y de ahí a los puertos chilenos.

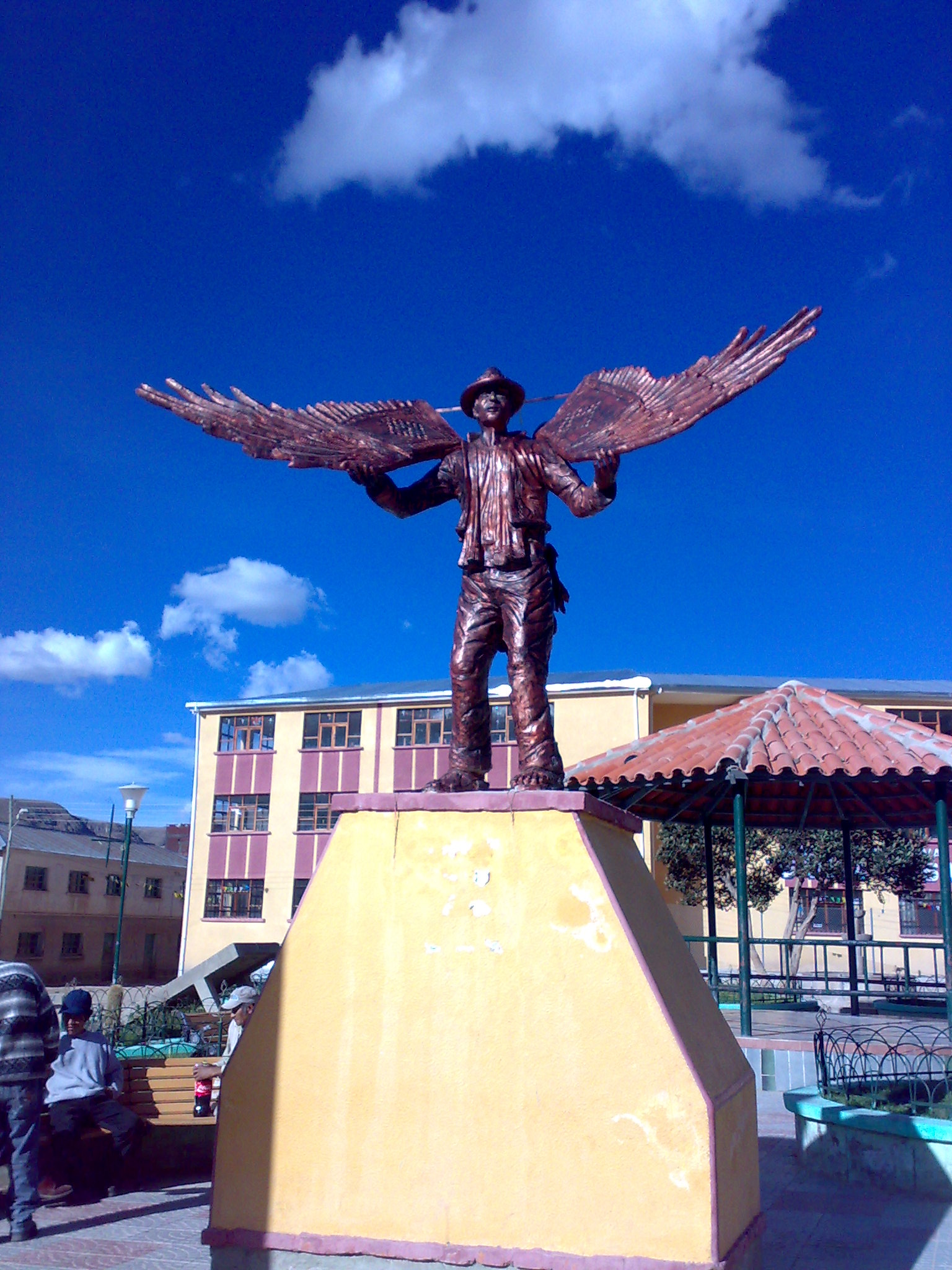
Monumento al poblador del lugar.